# Bandiera degli Emirati Arabi Uniti
La bandiera degli Emirati Arabi Uniti è stata adottata il 2 dicembre 1971. La bandiera è composta da una banda verticale rossa sul lato del pennone e da tre bande orizzontali sul lato al vento: di verde (fertilità), bianco (neutralità) e nero (ricchezza petrolifera nei confini del Paese), dall'alto in basso. I colori della bandiera sono quelli panarabi, che simboleggiano l'unità araba.
Le navi mercantili hanno la possibilità di utilizzare un'insegna ispirata alla Red Ensign britannica, rossa con la bandiera nazionale emiratina nel cantone.

## Bandiere storiche

Bandiera utilizzata dal Consiglio degli Stati della Tregua (1820-1971)

## Bandiere dei singoli emirati

Bandiera di Abu Dhabi
Bandiera di Ajman
Bandiera di Dubai
Bandiera di Fujaira (1952-1961)
Bandiera di Fujaira (1975-oggi)
Bandiera di Ras al-Khaima e di Sharja
Bandiera di Umm al-Qaywayn